# Cipambuan
Cipambuan is een bestuurslaag in het regentschap Bogor van de provincie West-Java, Indonesië. Cipambuan telt 4816 inwoners (volkstelling 2010).